# Diecéze trevírská
Trevírská diecéze (lat. Dioecesis Trevirensis) je diecéze latinského ritu Římskokatolické církve v Německu. Hlavním diecézním chrámem je katedrála sv. Petra v Trevíru. Současným biskupem (od roku 2009) je Mons. Stephan Ackermann.

## Historie
V dobách arcibiskupství a Trevírského kurfiřtství se jednalo o jeden z nejdůležitějších států Svaté říše římské jak z hlediska církevního knížectví, tak církevní diecéze. Vzhledem k postavení města v minulosti byl Trevír, nejstarší německé město, sídlem biskupa už od dob Římské říše a jedná se o jednu z nejstarších diecézí v Německu. Diecéze byla povýšena na arcidiecézi za vlády Karla Velikého a byla metropolí pro diecéze v Metách, Toulu a Verdun. Po vítězství Napoleona Bonaparte z ní byla opět učiněna diecéze. V současné době je sufragánem kolínské arcidiecéze.